# IC 543
IC 543 — галактика типу NF (в процесі підтвердження) у сузір'ї Гідра.
Цей об'єкт міститься в оригінальній редакції індексного каталогу.